# Bitwa nad Bronkhorstspruit
Bitwa nad potokiem Bronkhorstspruit – starcie zbrojne, które miało miejsce 20 grudnia 1880 roku pomiędzy wojskami brytyjskimi i burskimi w trakcie I wojny burskiej.
Maszerujące na odsiecz obleganej Pretorii wojska brytyjskie liczyły 6 oficerów i 246 żołnierzy z 94 Pułku Piechoty. Drogę zagrodziło im 250 Burów, którzy mieli zamiar zorganizować zasadzkę u brodu, ale ostatecznie zaatakowali kolumnę brytyjską na drodze.
W ciągu 15 minut walk zginęła lub została ranna większość brytyjskich oficerów; Brytyjczycy stracili też sporo koni. Wówczas dowódca brytyjski wydał rozkaz poddania się Burom. 
W bitwie zginął pierwotnie dowodzący brytyjskim oddziałem ppłk. Anstruther.
Burowie stracili 7 ludzi, Brytyjczycy 156.